# Tricky Dicks
Tricky Dicks (br.: As grades não agradam) é um filme estadunidense curta-metragem de 1953, dirigido por Jules White. É o 147º filme de um total de 190 da série com os Três Patetas produzida pela Columbia Pictures entre 1934 e 1959.

## Enredo
Os Três Patetas são policiais detetives relapsos que passam o tempo jogando cartas na delegacia. Shemp interroga uma suspeita de roubo de carteiras (Connie Cezon) que se diz inocente e o convence mas na conversa o rouba e depois pede um fósforo. Shemp só nota que ela não lhe devolveu os fósforos e a manda embora sem perceber que ficara sem a carteira.
O chefe deles, B. A. Copper (Ferris Taylor), os manda parar com a folga e quer que eles encontrem o assassino de Slug McGurk em 24 horas. Eles prenderam um suspeito chamado Chopper (Phil Arnold), que confessa seguidamente o crime mas os Patetas não entendem pois ele usa um linguajar extremamente culto ("I am the culprit who perpetrated this heinous incident!", ou "Eu sou culpado por perpretar esse hediondo incidente!") e com isso o torturam e depois o mandam de volta para a cela.
O próximo homem a ser interrogado por eles é um tocador de realejo chamado Antonio Zucchini Salame Gorgonzola de Pizza (Benny Rubin), o qual Larry diz que soa como "indigestão". Apesar de se dizer italiano, ele tem um sotaque inglês. O homem vai embora mas esquece seu pequeno macaco, que começa a pregar peças em Shemp como amarrar os cadarços de seu sapato.
Larry retorna com Chopper que novamente confessa o assassinato mas ele mente pois é um ator em busca de publicidade e admite isso quando o verdadeiro assassino ouve a confissão e por não aceitar lhe roubarem a autoria do crime, passa a atirar em todos na delegacia. O tiroteio só acaba quando o macaco derruba bolas de boliche na cabeça do assassino. Mas Shemp foi atingido com vários tiros no peito e Moe lhe dá uma bebida para aliviar a dor. Ele manda Larry chamar a ambulância mas Shemp lhe diz que é melhor vir o encanador, com a bebida saindo dos buracos de bala no peito assim que ele abre o paletó.

## Citações
(Tradução aproximada)
- Moe (ao telefone):"Alô!  Detetive Moe falando!  ...você disse que não sabe o que fazer para ajudar uma mulher que está sendo assediada por um homem com perna de pau de nome Smith? Bem, descubra como se chama a outra perna!"

Larry: "Você sabia que minha irmã namorou um sujeito com perna de pau?"
Moe: "É mesmo?  O que aconteceu?"
Larry: "Ela rompeu."
Moe: "O namoro?"
Larry: "Não, a perna."
- Moe (novamente no telefone):"Alô! Detetive Moe falando!  Um cavalo morto está caido na rua Ticonderoga?  Como se soletra "Ticonderoga"? Ah, não sabe?  Bem, então arraste o cavalo para a Rua Um".